# Tarasa Șevcenka, Ripkî
Tarasa Șevcenka (în ucraineană Тараса Шевченка) este localitatea de reședință a comunei Tarasa Șevcenka din raionul Ripkî, regiunea Cernihiv, Ucraina.

## Demografie
Componența lingvistică a localității Tarasa Șevcenka
     Ucraineană (97,03%)
     Rusă (2,97%)
Conform recensământului din 2001, majoritatea populației localității Tarasa Șevcenka era vorbitoare de ucraineană (97,03%), existând în minoritate și vorbitori de rusă (2,97%).